# Bečov
Pour les articles homonymes, voir Bečov nad Teplou.
Bečov (en allemand : Hochpetsch) est une commune du district de Most, dans la région d'Ústí nad Labem, en République tchèque. Sa population s'élevait à 1 390 habitants en 2021.

## Géographie
Bečov se trouve à 9 km au sud-est de Most, à 34 km au sud-ouest d'Ústí nad Labem et à 67 km au nord-ouest de Prague.

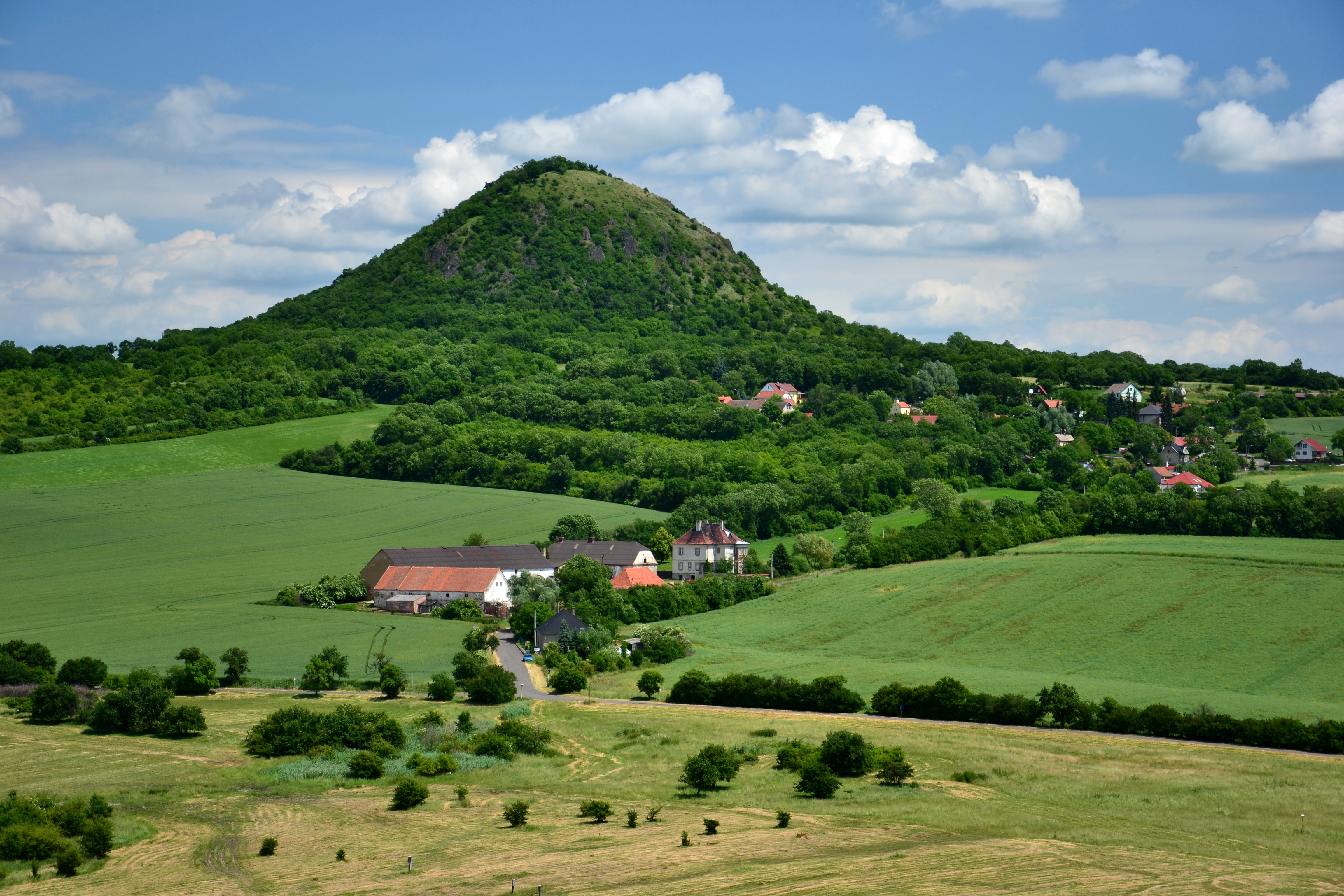
Le hameau de Milá et le Písečný vrch (318 m).

La commune est limitée par Most et Korozluky au nord, par Skršín et Bělušice à l'est, par Raná et Břvany au sud, et par Volevčice, Polerady et Lišnice à l'ouest.

## Histoire
La plus ancienne trace écrite du village remonte à 1327.

## Administration
La commune se compose de trois quartiers :
- Bečov
- Milá
- Zaječice

## Économie
Le village de Zaječice u Bečova (en allemand : Seidschütz ou Saidschitz) est réputé pour sa source d'eau saline froide, analogue à celle de Sedlitz. Cette source produit 75 000 bouteilles par an.

## Transports
Par la route, Bečov se trouve à 9 km de Most, à 45 km d'Ústí nad Labem et à 84 km de Prague.